# GeoCraft
GeoCraft is een Nederlandse gameserver waarin heel Nederland wordt nagebouwd in Minecraft. Samen met Rijkswaterstaat, Kadaster, Geodan en de Vrije Universiteit Amsterdam zijn alle gebouwen, wegen, rivieren en ook de heuvels ingeladen met ongeveer 1.000 miljard Minecraft-blokjes. GeoCraft is een initiatief van stichting Geofort, gelegen in Herwijnen. De oorspronkelijke bedoeling bij de start in 2015 was om kinderen, voornamelijk tussen de 6 en de 14 jaar, meer ruimtelijk inzicht te geven.

## Geschiedenis
Geocraft is begonnen als freebuild- en westrijdserver, al had de server ook survival en minigames. Toen GeocraftNL werd gestart had Koen Lemmen nog niet volledig beheer, maar nadat er dingen werden gesloopt en gegriefd, werd Koen Lemmen de beheerder van Geocraft.

In de eerste versie konden alle spelers overal bouwen, maar dat ging helemaal mis. Er werd namelijk gesloopt en er werden ongewenste objecten gebouwd. Daarna is er besloten om de server te beveiligen. Sindsdien moeten nieuwe spelers zich eerst aanmelden om op een plek te kunnen bouwen en dan moet er om permissie gevraagd worden aan een “Burgemeester”, een rang op de server, om ergens te kunnen bouwen.

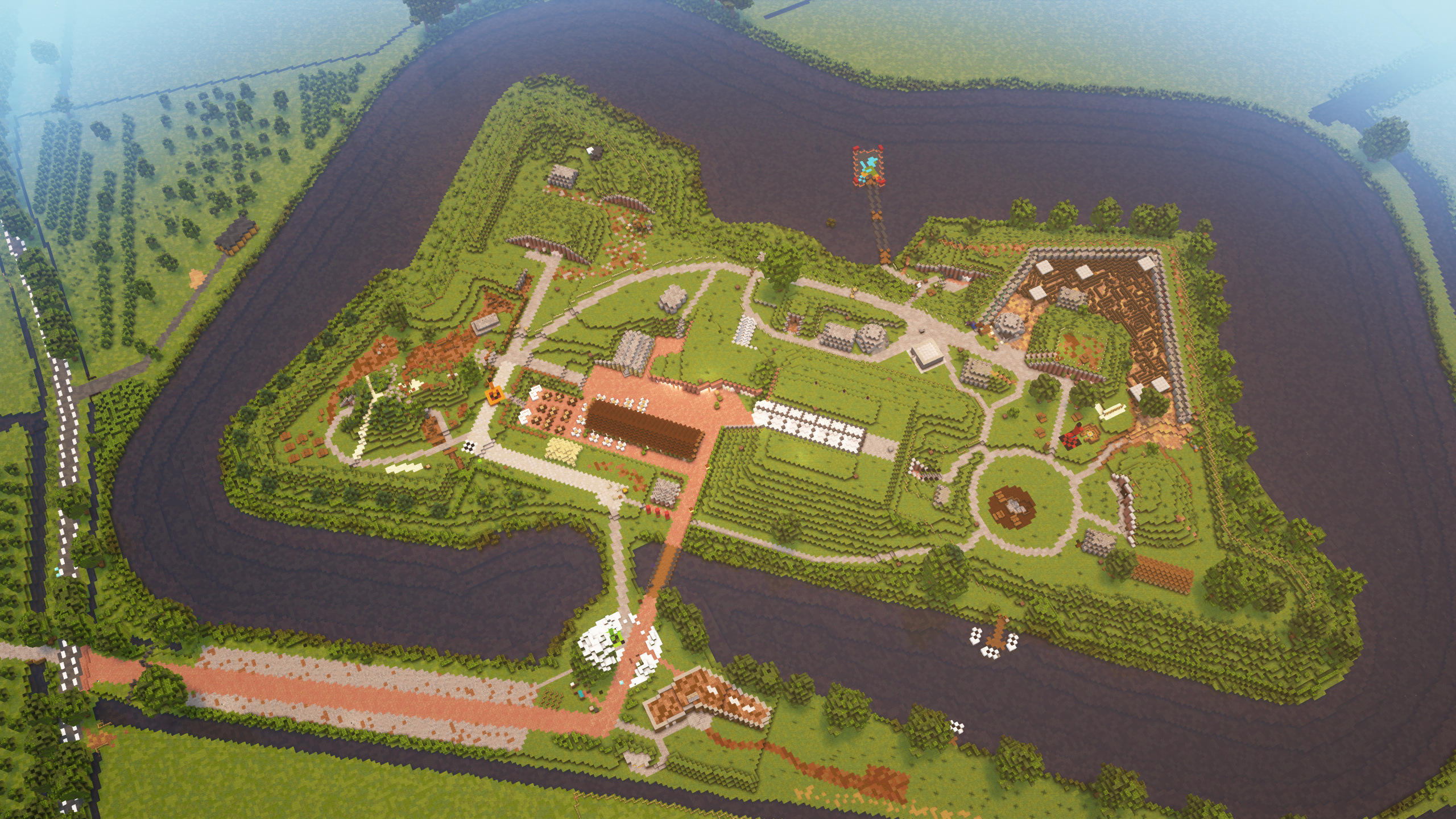
Het Geofort nagemaakt in Geocraft

## Vrijwilligers
De server wordt beheerd door vrijwilligers, waardoor er een heuse gemeenschap is ontstaan. In 2024 telt de gemeenschap 1.068 Burgemeesters en Wethouders, 12 Commissarissen van de Koning (CvdK), 2 Gedeputeerden en 6 Ministers en 1 Koning (Koen Lemmen).

## Rangen
Elke vrijwilliger heeft een bepaalde rang. Een speler kan niet zomaar Wethouder, Burgemeester of Commissaris van de Koning worden. Je moet solliciteren om een bepaalde rang te krijgen. Vanaf de rang ''Burgemeester'' hoor je bij de stafleden (Een "Wethouder" wordt niet gezien als een staf(lid) (rank)). De hoogste rang is een ''Minister'' waar je niet voor kunt solliciteren. Hiervoor moet iemand uitgekozen worden. De Ministers worden vertegenwoordigd door de ''Koning".

### Spelers
| Rang                             | Functie |
| -------------------------------- | --- |
| Gast                             | Een nieuwe speler die na zich aan te melden de rang ''Burger'' krijgt. |
| Burger                           | Een speler die een claim kan aanvragen bij een ''Burgemeester'' en daar kan bouwen. |
| Wethouder                        | Een moderator in de server en geeft veel informatie aan (nieuwe) spelers. Vroeger heette deze rol "GeoLocoBurgemeester". |
| Burgemeester                     | Een moderator die claims aan burgers geeft. |
| Commissaris van de Koning (CVDK) | Een staflid die permissie heeft tot een systeem waarmee je snel kunt bouwen (WorldEdit). CDVK's helpen ook burgers die hulp nodig hebben met WorldEdit, dit gebeurt met het command /hulp worldedit. CVDK's letten ook op andere stafleden of ze hun werk wel goed doen. De minimale leeftijd is 14 jaar. |
| Geduputeerde                     | Gedeputeerden gaan over de Technische kant, ze hebben dezelfde permissies als CvdK's, maar maken ook Minecraft-plugins voor de server. De minimale leeftijd is 12 jaar. |
| Minister                         | Baas van alle staffleden, ze sturen ook de CvdK's en de Gedeputeerden aan. Ministers hebben in de server alle permissies. Vroeger heette deze rol "Koningzoon". |
| Koning                           | Koning Koen (Koen Lemmen) beheert de server en is tevens de bedenker van GeoCraftNL. Hij heeft dezelfde permissies en taken als de Ministers. |

## GeoAwards
De GeoAwards is een jaarlijkse prijsuitreiking georganiseerd door de GeoCraft-community. Het evenement, gestart in 2023, viert de creativiteit, prestaties en bijdragen van spelers binnen de GeoCraftNL-server.
Tijdens de show, die live wordt uitgezonden op YouTube, worden prijzen toegekend in verschillende categorieën. De nominaties en winnaars worden bepaald door de community. Het evenement vindt plaats in een nagebouwd theater in GeoCraftNL en wordt gepresenteerd door Koning Koen en andere communityleden.
|                         | 2022             | 2023               | 2024                          | 2025 |
| ----------------------- | ---------------- | ------------------ | ----------------------------- | ---- |
| Beste Event             | Geovision        | Wie is de Mol      | GeoGuessr                     | -    |
| Beste Build             | De Kuip          | Kasteel Breda      | Rotterdam Zuidplein           | -    |
| Beste Vrijbouwen Build  | Sagrada Familia  | Notre Dame         | Dom van Keulen                | -    |
| Beste Bedrijf           | TectaBuilds      | JPO                | JPO                           | -    |
| Beste Social Media post | Jaarspecial 2022 | Jaarspecial 2023   | Jaarspecial 2024              | -    |
| Beste Skin              | Bigsmyle20       | TheRealLemon       | Karps                         | -    |
| Beste Project           | Efteling         | Breda              | Arnhem                        | -    |
| Beste Staff             | Ragratis         | Matigethijs        | Karps                         | -    |
| Favoriete Game          |                  | Euro Truck Sim 2   | Euro Truck Sim 2              | -    |
| Favoriete Moment        |                  | Survival lancering | Jaarspecial 2024              | -    |
| Beste Bouwer            |                  | OfficialNyanCat    | Karps                         | -    |
| Grootste L              |                  | Survival uitstel   | Nog geen nieuwe versie update | -    |
| Grootste W              |                  | Inlaadplugin       | Bluemap van GeoCraft online   | -    |

## Prijzen
In 2018 won GeoFort de Europa Nostra-prijs voor het project GeoCraft, vanwege de bijdrage aan cultureel erfgoed in onderwijs.